# 광주서산초등학교
광주서산초등학교는 광주광역시 북구 오치동에 있는 공립 초등학교다.

## 학교 연혁
- 1964년 9월 20일 광주효동국민학교 서산분교장 개교
- 1965년 9월 20일 광주서산국민학교 개교(9학급, 594명)
- 1996년 3월 1일 광주서산초등학교로 개칭
- 2022년 2월 15일 씨름관 준공
- 2024년 1월 5일 제58회 졸업(50명, 총 13,378명)
- 2024년 3월 1일 초등 15학급 편성(특수학급 1포함, 262명)
- 2024년 3월 1일 유치원 5학급 편성(특수학급 2학급 포함, 35명)

## 참고 자료
- 광주서산초등학교 - 한국교육학술정보원 학교알리미